# Najma Kousri
Najma Kousri (en árabe: نجمة العبيدي القوصري‎, también conocida como Najma Kousri Labidi; 1991) es una feminista tunecina y activista de los derechos LGBT. Kousri es cofundadora del movimiento #EnaZeda (el #MeToo tunecino) y coordinadora de la Asociación Tunecina de Mujeres Democráticas. Como activista ha realizado un proyecto fotográfico que documenta la vida de parejas del mismo sexo que se volvió viral en 2017.

## Biografía
Kousri tiene un título tunecino que le permite ejercer la abogacía y estudió una maestría en Suecia, con una tesis que se centró en la tecnología digital y el cambio social. Su activismo político, según ha comentado, es producto de las luchas de su familia contra el expresidente autoritario Zine El Abidine Ben Ali.
Kousri comenzó su activismo contra el acoso sexual en la sociedad tunecina cuando era estudiante de derecho, cuando denunció los casos a la policía a pesar de su actitud desdeñosa.
Ha realizado periodismo político donde ha analizado diferentes temas que incluyen: el apoyo al candidato presidencial Hamma Hammami, el arresto de la bloguera Yassine Ayari, el asesinato de Shaimaa al-Sabbagh, líder de la Alianza Popular Socialista en Egipto, la democracia en Túnez, sobre la activista de derechos humanos Khedija Cherif, sobre el sindicalista Houcine Abassi, así como otros temas.
Kousri también se ha pronunciado contra la violencia sexual contra las mujeres yazidíes por parte de miembros del Estado Islámico. Ha sido crítica con el trabajo de la política tunecina Monia Ibrahim, que se opuso a una ley que ampliaría los derechos de las mujeres en el país. Como estudiante de derecho, Kousri habló en contra del gobierno islamista y de cómo la política de Túnez necesitaba girar hacia la izquierda.

### #EnaZeda
En 2019, Kousri se convirtió en una de las cofundadoras del movimiento tunecino #MeToo. Llamada #EnaZeda (en árabe: أنا زادة‎) en Túnez, Kousri afirmó que "es simplemente la culminación de una lucha que ha durado muchos años". En noviembre de 2019, el grupo de Facebook del movimiento tenía más de 21.600 miembros; la página web fue el lugar donde se organizaron protestas y también proporciona un espacio seguro para el testimonio de las sobrevivientes. Kousri describió el éxito del movimiento como una deuda con la forma en que las mujeres en Egipto se habían pronunciado por sus propios derechos civiles. También le da crédito al poder de #EnaZeda por haber ganado impulso rápidamente: campañas anteriores sobre el acoso en el transporte público por parte de organizaciones feministas no captaron la imaginación de las mujeres en Túnez de la misma manera. Kousri ha comentado cómo observó que después de los levantamientos de diciembre de 2010, la violencia sexual contra las mujeres aumentó y se volvió más violenta. El movimiento revela la magnitud del problema y muestra que silenciar a las víctimas no resuelve los problemas de agresión sexual en las sociedades.

### Asociación Tunecina de Mujeres Democráticas
Kousri es co-coordinadora de la Association Tunisienne des Femmes Démocrates (Asociación Tunecina de Mujeres Democráticas, ATFD), una organización feminista. Dentro de la ATFD, Kousri participó en la Comisión de Derechos Sexuales y Reproductivos. Fue signataria conjunta de la Coalición por los Derechos Sexuales y Corporales en las Sociedades Musulmanas (CSBR) en una carta abierta a Erdoğan condenando el asesinato y la tortura de Hande Kader.
En 2017, se pronunció en nombre de la organización contra la ley que prohíbe el matrimonio entre mujeres musulmanas y no musulmanas en Túnez. En 2019, lideró una campaña alentando al Estado a volver a abordar la salud reproductiva de las mujeres como una preocupación: debido a los recortes en la financiación, el acceso de las mujeres a los anticonceptivos había disminuido.

### Derechos LGBTQI+
Kousri es una activa defensora de los derechos LGBT en Túnez, donde la homosexualidad es ilegal.
En 2014 se pronunció contra el aumento de la violencia contra las comunidades LGBT en Egipto. Condenó las acciones de la periodista Mona Iraqi, que publicó las identidades de 26 hombres detenidos en un hammam de El Cairo acusados de "indecencia".
En 2015, Kousri publicó una serie de imágenes de parejas del mismo sexo en las redes sociales, que se volvieron virales. El proyecto La sexualidad no es tabú tenía como objetivo visibilizar a las comunidades LGBT de Túnez. Kousri dijo del proyecto:

Mi proyecto fotográfico pretende utilizar Internet para provocar que la gente reflexione sobre los derechos sexuales. Llevamos a cabo la revolución y nos negamos a que nos sigan acosando, castigando o presionando por lo que hacemos en el dormitorio. Al publicar fotografías de parejas del mismo sexo besándose en espacios públicos, espero impulsar el debate sobre los derechos de los homosexuales en Túnez que ha ido ganando impulso desde el inicio de la revolución.

Ese mismo año, fue arrestada en lo que el periódico tunecino Le Temps informó como un arresto ilegal, característico del acoso policial a las mujeres.
Kousri fue una de las ponentes en la WorldPrideSummit de 2017 en Madrid. Lideró un debate sobre LGBTQIA+ en África con Kasha Nabagesera de Uganda, el sudafricano Yahia Zaidi, Alimi Bisi Ademola de Nigeria y Michèle Ndoki de Camerún.
Ese mismo año, Kousri fue despedida del departamento de recaudación de fondos de Aldeas Infantiles SOS, como resultado directo de su activismo. El motivo del despido fue que el trabajo de Kousri para contrarrestar la discriminación de las comunidades LGBT también podría "ser perjudicial" para los niños.